# (1950) Wempe
(1950) Wempe es un asteroide perteneciente al cinturón de asteroides descubierto por Karl Wilhelm Reinmuth el 23 de marzo de 1942 desde el observatorio de Heidelberg-Königstuhl, Alemania.

## Designación y nombre
Wempe recibió al principio la designación de 1942 EO.
Más tarde se nombró en honor del astrónomo alemán Johann Wempe (1906-1980).

## Características orbitales
Wempe está situado a una distancia media de 2,178 ua del Sol, pudiendo alejarse hasta 2,361 ua y acercarse hasta 1,995 ua. Tiene una inclinación orbital de 4,223° y una excentricidad de 0,08405. Emplea 1174 días en completar una órbita alrededor del Sol.